# Philipp Haller

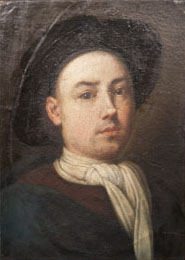
Selbstbildnis

Philipp Haller (* 1698 in Innsbruck; † 1772 ebenda) war ein österreichischer Maler.

## Leben und Werk

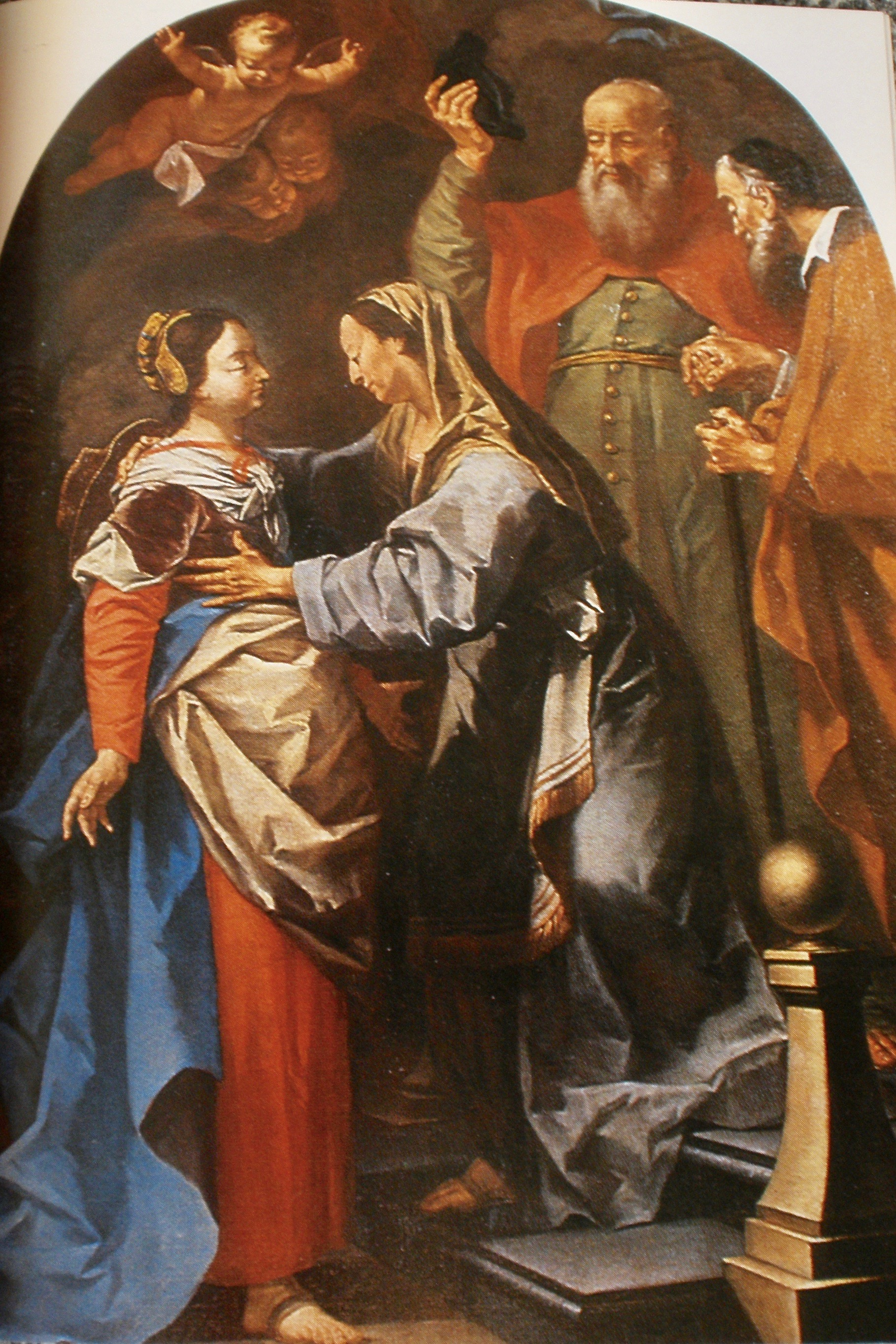
Hochaltarbild Mariä Heimsuchung in der Kapuzinerkirche Gmunden (1753)

Haller erhielt seine künstlerische Ausbildung vermutlich bei Giovanni Battista Piazzetta in Venedig. Anschließend lebte er in Innsbruck. Er malte Porträts und Altarbilder, unter anderem für die Jesuitenkirche und das Servitenkloster in Innsbruck, das Stift Wilten und das Stift Fiecht. Daneben schuf er zahlreiche Zeichnungen in Kohle und Kreide in der Tradition Piazzettas, die durch den Wechsel breiter heller Flächen mit zackigen Schatten charakterisiert sind. Einer seiner Schüler war Joseph Schöpf. Der Nachwelt bekannt ist Philipp Haller vor allem durch sein Porträt des Tiroler Kartografen Peter Anich.